# New Zealand National League
La Liga Nacional de Nueva Zelanda —en inglés, New Zealand National League— es la máxima categoría del sistema de ligas masculino de fútbol de Nueva Zelanda, organizada por la Asociación de Fútbol de Nueva Zelanda (NZF). Se disputa entre los meses de marzo y octubre. 
El torneo cuenta con una fase previa, compuesta por tres ligas regionales, de la que salen los diez participantes de cada edición: cuatro clubes procedentes de la Liga Norte —área de Auckland—, tres de la Liga Central —área de Wellington— y dos de la Liga Sur —Isla Sur—, además del filial de una franquicia de la liga australiana, el Wellington Phoenix. A la conclusión de la liga nacional, los dos equipos con mejor puntuación deben disputar una final a partido único de la que sale el campeón neozelandés.
La Liga Nacional sustituyó en 2021 al Campeonato de Fútbol de Nueva Zelanda, en vigor desde 2004 hasta ese año, con el objetivo de dar mayores oportunidades al fútbol base y garantizar la sostenibilidad del deporte neozelandés. Está adscrita a la Confederación de Fútbol de Oceanía.

## Historia
El torneo anterior a la Liga Nacional fue el Campeonato de Fútbol de Nueva Zelanda, una competencia organizada desde 2004 hasta 2021 por la Asociación de Fútbol de Nueva Zelanda (NZF). Esta categoría era una división cerrada con una franquicia deportiva por ciudad, gestionadas por asociaciones de clubes regionales, pero el modelo no pudo consolidarse y algunas de ellas terminaron desapareciendo. Con el propósito de lograr un modelo sostenible y que diese más oportunidades al fútbol base, la NZF planteó una remodelación del sistema de ligas neozelandés al término de la temporada 2020-21.
El nuevo modelo reestructuraba las divisiones regionales en tres conferencias: Liga Norte para el ámbito de Auckland, Liga Central para el ámbito de Wellington, y Liga Sur para toda la Isla Sur. Los mejores clasificados obtendrían una plaza para la Liga Nacional, de la cual saldrían dos equipos que disputarían una final a partido único por el título. Además se establecía un sistema de ascensos y descensos entre las conferencias. Las fases regionales se disputarían entre marzo y septiembre, mientras que la nacional tendría lugar entre octubre y diciembre.
La edición inaugural de 2021 se vio afectada por la pandemia de COVID-19, que obligó a suspender el torneo en parte de la Isla Norte debido a un repunte de contagios; el Miramar Rangers de Wellington se convirtió en el primer campeón bajo el nuevo sistema. La temporada 2022 fue la primera que pudo celebrarse con normalidad y deparó como vencedor al Auckland City, el equipo más laureado del país. 

## Participantes
La clasificación para la Liga Nacional se establece con arreglo a la posición obtenida en las conferencias regionales. De los diez clubes participantes, cuatro proceden de la Liga Norte —región de Auckland—, tres de la Liga Central —región de Wellington— y dos de la Liga Sur —Isla Sur—, además del Wellington Phoenix Reserves como equipo invitado. Ganar la Liga Nacional no garantiza una plaza directa en la siguiente edición, puesto que las ligas regionales tienen la consideración de campeonatos independientes.
La máxima categoría de la Liga Norte cuenta con doce participantes, mientras que la Liga Central y la Liga Sur tienen diez participantes respectivamente.

### Temporada 2024
El siguiente cuadro solo recoge los equipos clasificados para la Liga Nacional en la última temporada disputada.
| Conferencia                     | Equipo                      | Puesto |
| ------------------------------- | --------------------------- | ------ |
| Liga Norte (4 plazas)           | Auckland City               | 1º     |
| Liga Norte (4 plazas)           | Western Springs             | 2º     |
| Liga Norte (4 plazas)           | Eastern Suburbs             | 3º     |
| Liga Norte (4 plazas)           | Birkenhead United           | 4º     |
| Liga Central (3 plazas)         | Wellington Olympic          | 1º     |
| Liga Central (3 plazas)         | Western Suburbs             | 2º     |
| Liga Central (3 plazas)         | Napier City Rovers          | 4º     |
| Liga Sur (2 plazas)             | Cashmere Technical          | 1º     |
| Liga Sur (2 plazas)             | Coastal Spirit              | 2º     |
| Wellington Phoenix (invitación) | Wellington Phoenix Reserves | -      |

## Sistema de competición
La Liga Nacional de Nueva Zelanda es un torneo organizado y regulado por la Asociación de Fútbol de Nueva Zelanda. La competición se disputa anualmente, desde marzo hasta diciembre del mismo año, y consta de tres fases; ligas regionales, liga nacional y gran final.
La primera fase está dividida en tres conferencias: la Liga Norte —Northern League—, compuesta por doce equipos del ámbito de Auckland; la Liga Central —Central League—, con diez equipos del área de Wellington; y la Liga Sur —Southern League—, con diez clubes de la Isla Sur. Los equipos de cada liga se enfrentan todos contra todos en dos ocasiones —una en campo propio y otra en campo contrario—, en un orden establecido antes de empezar la competición. Al término de esta etapa, los líderes de cada liga se proclaman campeones regionales y se establece un sistema de clasificación para la siguiente ronda.
La segunda fase, conocida como Liga Nacional —National League—, está formada por diez clubes: los cuatro mejores de la Liga Norte, los tres mejores de la Liga Central, los dos mejores de la Liga Sur y el Wellington Phoenix Reserves —filial de la franquicia de la liga australiana— como equipo invitado. En esta ronda los diez equipos se enfrentan todos contra todos en una sola ocasión, hasta disputar 9 jornadas. Los dos mejores clasificados disputarán una final a partida único, conocida como Gran Final —Grand Final—, de la que saldrá el campeón neozelandés de la temporada.
La clasificación final se establece con arreglo a los puntos totales de cada equipo al finalizar el campeonato. Los equipos obtienen tres puntos por cada partido ganado, un punto por cada empate y ningún punto por los partidos perdidos. Los dos primeros clasificados de la Liga Nacional obtienen una plaza en la Liga de Campeones de la OFC. 
Por otro lado, hay un modelo de ascensos y descensos por el que pierden la categoría los dos últimos de la Liga Norte, el último de la Liga Central y el último de la Liga Sur, siendo reemplazados por los campeones de sus correspondientes divisiones inferiores. Las cuestiones de justicia deportiva son competencia de la Asociación de Fútbol de Nueva Zelanda. 

### Inscripción de futbolistas
Los equipos neozelandeses pueden alinear a los futbolistas que previamente hayan sido inscritos, disponiendo de un máximo de 23 fichas federativas. De estas, solo cinco pueden corresponder a futbolistas extranjeros; hay cuatro plazas de cualquier nacionalidad y una quinta plaza solo para jugadores de la Confederación de Oceanía.
La liga cuenta con reglas específicas para proteger el fútbol base neozelandés. Desde la temporada 2023, es obligatorio que los equipos hayan destinado al menos un 10% de los minutos de juego totales a futbolistas sub-20. Además, los participantes de la Liga Nacional tienen dos plazas sub-20 adicionales para fichar futbolistas de otros clubes no clasificados. Anteriormente, era obligatorio que los equipos alineasen al menos a dos futbolistas sub-20 en el once inicial.

## Historial

### Liga Nacional
| Edición                        | Campeón                        | Resultado                      | Subcampeón                     | Sede final                      | Nota(s)                          |
| Liga Nacional de Nueva Zelanda | Liga Nacional de Nueva Zelanda | Liga Nacional de Nueva Zelanda | Liga Nacional de Nueva Zelanda | Liga Nacional de Nueva Zelanda  | Liga Nacional de Nueva Zelanda   |
| ------------------------------ | ------------------------------ | ------------------------------ | ------------------------------ | ------------------------------- | -------------------------------- |
| 2021                           | Miramar Rangers                | 7 - 2                          | Wellington Olympic             | Estadio Jerry Collins, Auckland | No hubo clubes de la Liga Norte. |
| 2022                           | Auckland City                  | 3 - 2                          | Wellington Olympic             | Mount Smart, Auckland           |                                  |
| 2023                           | Wellington Olympic             | 2 - 0                          | Auckland City                  | Mount Smart, Auckland           |                                  |
| 2024                           | Auckland City                  | 2 - 1 (t. s.)                  | Birkenhead United              | North Harbour, Auckland         | Birkenhead ganó la liga regular. |

### Ligas regionales
| Edición | Norte         | Central            | Sur                 |
| ------- | ------------- | ------------------ | ------------------- |
| 2021    | Auckland City | Wellington Olympic | Cashmere Technical  |
| 2022    | Auckland City | Wellington Olympic | Christchurch United |
| 2023    | Auckland City | Wellington Olympic | Christchurch United |
| 2024    | Auckland City | Wellington Olympic | Cashmere Technical  |

## Palmarés
| Club               | Campeón | Subcamp. | Años de los campeonatos |
| ------------------ | ------- | -------- | ----------------------- |
| Auckland City      | 2       | 1        | 2024                    |
| Wellington Olympic | 1       | 2        | 2023                    |
| Miramar Rangers    | 1       | -        | 2021                    |